# Daulá Traoré
Daulá Traoré (em francês: Daoula Traoré; m. 1860) foi um fama (chefete) senufô do Reino de Quenedugu que governou de 1845 até 1860.

## Vida

### Guerra com Congue
Daulá era filho de Nianamaga (r. 1830/1835–1840/1845), primeiro fama de Bugula. Ele assume o poder em 1845 e ao iniciar de seu reinado, começa uma série de guerras. Seu tio Siramanadiã, que residia no Império de Congue, mediou negociações de paz entre ele e Pigueba Uatara, antigo rival de seu pai, mas ao achar suspeitas as ações do tio, não compareceu ao encontro de paz. Como justificativa, alegou estar com dor de cabeça. Esse evento, ocorrido ca. 1850, termina com seus 12 irmãos e sua escolta sendo atacados por soldados armados com machados próximo a Zanso; nenhum deles sobreviveu. Assustado, Daulá abandona Bugula e vai para junto dos habitantes de Natié.
Pigueba dirigiu-se à localidade, onde exigiu que os habitantes entregassem o fugitivo, mas eles responderam que ninguém viu o rei; Daulá fugiu à noite para Tarcasso, próximo de Caboila, onde alguns guerreiros de Natié uniram-se a ele. Os soldados de Tarcasso e Natié marcharam com ele contra Fincolo, onde Pigueba estava estacionado, e derrotam-o. Daulá decide ocupar Zerila, onde no ano seguinte foi assediado por Pigueba. Com medo de ser capturado, tenta uma saída heroica na qual seu arauto que o precede morre. De Zerila, vai para Lutana, uma aldeia perto de Sonodugu, onde reuniu-se com Pigueba; Pigueba contentou-se em levar metade da população cativa. Esse evento, de ca. 1855, marca o temporário fim da rivalidade de Congue de Quenedugu.

### Expedições militares
Com essa vitória diplomática, retorna a Bugula, que cerca com grandes muros, e começa uma série de guerras. Sua primeira expedição é conduzida em 1856 contra Capolondugu, onde destrói as aldeias de Capolondugu e Doromosso, mata os idosos, vende as mulheres e crianças como escravos e alista os jovens. Com medo de represálias, representantes de todas as tribos vizinhas aparecem diante dele em submissão. Ao conseguir fácil vitória, volta com seus homens para Bugula, onde celebra. Um mês depois, retoma a marcha em direção a Tiola, capital de Ganadugu. Para repeli-lo, o chefe de Tiola agrupou todas as aldeias aliadas do interior, mas muitos capitularam e os assediados sofreram uma derrota retumbante e os homens de Daulá ficaram no país saqueando as vilas. Sua ação foi tão brutal que os colonizadores, décadas depois, ao perguntarem sobre ele, perceberam que seu nome causava espanto.
Em 1857, Metura de Tieré pediu a ajuda de Daulá para castigar a aldeia de Tosso, que havia se revoltado contra sua autoridade. Daulá e seus homens rapidamente esmagaram a vila. Uma semana depois, Daulá atravessou o rio Banifingue e ao chegar em Sugula conheceu o chefe de Cutienebugu que informou-o suas dificuldades com a aldeia de Surunto ou Sugunto. A aldeia foi cercada por um ano e seus habitantes, extenuados pelas circunstâncias, abandonam a vila e dirigem-se a Pela, para onde Daulá os persegue. Dali, foram perseguidos para Gana antes de se renderem e foram executados. Depois, ele seguiu marcha para Nianeguela, onde seus habitantes não resistem e entregam muitos presentes.
A grande vila de Cuguolo mostrou-se hostil e foi atacada, com todos os idosos e indefesos sendo decapitados. Depois, Daulá seguiu para Sanzana, onde a população, temerosa, decide pagar alto preço e é poupada. Em 1859, Daulá impõe cerco a Dumanaba, cujo chefe chama as aldeias insubordinadas de Ganadugu para ajudar. Ao chegarem, a maioria dos aldeões se espanta e decide não lutar e teriam exclamado "Que bom matar-nos, eles dizem, não somos homens livres?". Isso levou Dumanaba a capitular e a população foi quase totalmente massacrada. Mulheres e crianças foram vendidas, com exceção de algumas meninas enviadas para Bugula para serem distribuídas entre os membros da família Traoré. Ao retornar para Bugula, Daulá ataca Fincolo, que em sua ausência teve intenções hostis, e todas as cabanas de palha são incendiadas.

### Morte e legado
Já idoso, Daulá não mais deixa Bugula, onde faleceu cerca de 1860. As celebrações de seu funeral ocorreram por cerca de 15 dias. Cativos de guerra, preservados especialmente para os sacrifícios funerários, foram imolados no túmulo do falecido e seus corpos foram jogados às hienas e aves de rapina. As vítimas, todas resignadas e sem impedimentos no caminho, eram levadas uma após a outra para Bilali Traoré, que as sacrificava. No último dia, ainda havia três sacrifícios a serem feitos e segundo uma testemunha ocular que anos depois narra o evento aos franceses, foi um funeral de grande pompa. Com sua morte, o trono passa para Daúda (r. 1860–1862), filho de Tiemonconco (r. 1840–1845).
Daulá teve ao menos 8 filhos: Tiemorotoma, Batiemoco, Caramoco, Quefeleamadu, Isaque, Molocunanfá (r. 1862–1866), Tiebá (r. 1866–1893) e Babemba (r. 1893–1898). Os dois primeiros morreram no Cerco de Sicasso conduzido em 1888 por Samori Turé (r. 1878–1898) do Império de Uassulu, o terceiro morre após o cerco francês de Sicasso em 1898 e o quarto se enforca com a queda da cidade; Isaque teve importante papel militar no reinado dos irmãos e os outros tornar-se-ia os últimos famas de Quenedugu.
Em vida, entre 1850 e 1860, Daulá consolidou seu poder com pequenas chefaturas senufôs. Alguns autores atribuem-lhe uma importante derrota em Uleni nas mãos da coalizão uatara, tiefo e bobô-diúla sob o fagama Baco Moru (r. 1839–1851). Segundo o Dicionário Histórico de Burquina Fasso, essa derrota ocorreu na década de 1860 e no episódio teria perdido sua esposa, uma irmã e Tiebá Traoré, que foi capturado.